# Македонская кампания Скандербега
Македонская кампания Скандербега — превентивная военная кампания под руководством Скандербега, организованная в Османской Македонии, чтобы победить три османские армии, которые были подготовлены к совместному вторжению в Албанию. С 1461 по 1462 год Скандербег провел кампанию в Италии, чтобы защитить своего союзника, короля Неаполя Фердинанда I, от Анжуйской династии, которая претендовала на Неаполитанское королевство. Прежде чем отправиться в Италию, Скандербег заключил перемирие с султаном Мехмедом II Фатихом. По возвращении из Италии в Албанию венецианцы стали враждебны Скандербегу и начали против него своего рода необъявленную войну. Мехмед увидел возможность напасть на Скандербег и послал три армии за один год. Все три османские армии были разбиты Скандербегом, а в августе 1462 года, что делает его в первый раз, что он выиграет три сражения против османов в один месяц.

## Фон
После смерти короля Неаполя Альфонсо Великодушного Скандербегу пришлось установить мирные отношения с Венецианской республикой. Он уступил крепость Сати в 1459 году, хотя и отвоевал ее у османов. Примирение достигло той точки, где папа римский Пий II предложил доверить ему владения Скандербега во время его итальянской экспедиции, где он при помощи быстрой кавалерийской тактики смог одержать несколько побед над сторонниками Анжуйской династии. Он был достаточно удачлив, чтобы доверить отвоевание Неаполя своему союзнику Фердинанду, и таким образом вернулся в Албанию. Как только стало ясно, что Скандербег нашел себе нового покровителя, венецианцы стали настроены враждебно. Торговля между Лежской лигой и венецианскими владениями в Албании была прервана. Мехмед II увидел возможность окончательно раздавить Скандербега и поэтому послал несколько армий в Албанию.

## Кампания
Успехи Мехмеда II на востоке побудили его начать новую кампанию против Скандербега. Он подготовился, послав 23-тысячную кавалерию под командованием Синан-бея. Узнав об этом, Скандербег собрал 8 000 человек, чтобы выступить против Синана. Скандербег прикинул, по какому маршруту пойдет Синан, и решил разбить лагерь в горах, возвышающихся над тропой, рядом с Мокрой, и прибыл туда ночью до прихода османской армии. 7 июля 1462 года турки-османы приблизились, и Скандербег приказал своим людям громко шуметь, используя свои барабаны и боевые рога, и вскоре они начали мощную атаку. Беспорядок охватил османские ряды, и многие были повержены. Албанцы собрали богатую добычу и вернулись в Албанию.

## Битва при Мокре
Султан, узнав о разгроме, отправил в Албанию три армии. Скандербег, узнав о планах султана, немедленно выступил в Македонию. Большое войско под командованием Хасан-бея отправилось в Албанию через тот же перевал, что и Синан-бей месяц назад, не подозревая, что Скандербег готов встретиться с ним. Пока турки-османы бездействовали, Скандербег приказал перебить вражескую гвардию, и вскоре началась полномасштабная битва. Большинство османских солдат были убиты, а сам Хасан-бей был ранен стрелой, пронзившей его правую руку. Несмотря на то, что большая часть его армии была уничтожена и что было уже поздно ночью, он взял некоторых из своих самых верных солдат и вместе с ними скрылся. Скандербег понял это на следующее утро и немедленно отправился на его поиски. От отчаяния Хасан-бей вышел безоружным и сдался Скандербегу, прося пощады. Скандербег дал Хасану то, о чем тот просил, и тот был взят в плен.

## Битва за Поллоге
После того, как армия Хасан-бея была уничтожена, Исуф-бей выступил, чтобы победить Скандербега и отомстить за своего коллегу. С разрешения султана он выступил с 18-тысячным войском на Ускюб (Скопье). Оттуда он направился к Пологу, расположенному неподалёку от Тетово. Судьба Исуфа была похожа на судьбу Хасана: Скандербег атаковал и уничтожил силы Исуфа, но османский паша бежал, оставив свою армию на произвол судьбы.

## Битва при Ливаде
Караза-бей, еще один из султановых военачальников, был отправлен в Албанию в надежде достичь славы, несмотря на свой преклонный возраст. Караза служил со Скандербегом в Малой Азии, где они покорили мятежных подданных султана. Караза-бей был успешным полководцем, выполнившим множество важных для султана задач. Султан передал под его командованием 30-тысячное конное войско, которые вскоре двинулись в Албанию. В отличие от двух своих соотечественников, Караза решил идти через Нижнюю Дибру, а не через Верхнюю Дибру, проходя мимо Охрида. Тем временем разведывательный четырёхтысячный отряд был выдвинут вперед основной армии для сбора информации об албанских позициях. Но большая часть османского отряда была уничтожена. Услышав о катастрофе, Караза-бей впал в ярость не столько из-за того, что его войска были убиты, сколько из-за того, что его планы были сорваны. Караза-бей придумал хитрость, чтобы обмануть Скандербега: он послал к Скандербегу несколько послов, осуждая его «малодушие» и призывая сражаться на открытом поле, а не прятаться в лесу. Скандербег знал, что Караза не будет уважать это обещание, если он примет его и отошлет послов обратно. Скандербег, всегда хорошо осведомленный, немедленно приказал напасть на османский лагерь. Атака была настолько яростной, что мало кто понимал, что происходит, и воцарился хаос. Однако Скандербег не смог достичь своей цели уничтожения (из-за сильного ветра и проливного дождя), но он все еще был в состоянии нанести большой урон османским войскам. Караза-бей бежал с большей частью своей армии и прибыл в Стамбул, где он был помилован султаном за то, что ему удалось предотвратить уничтожение его войск, жертвой которого стали предыдущие командиры.

## Последствия
Скандербег одержал замечательную победу над объединенным войском численностью более 48 000 человек, разгромив его в трёх битвах. Это был первый раз, когда он выиграл три сражения за один месяц. Летом 1463 года огромная армия под личным командованием султана собралась около Ускюба, но ей предстояло войти в Боснию. На ассамблее Лежской лиги Тануш Топия обратился с настоятельной просьбой установить мир. Скандербег отказался, но был в меньшинстве. Мир в Ускюбе был заключен 27 апреля 1463 года, в основном из-за страха перед возобновившейся албанской кампанией, как и годом ранее. Скандербег не собирался поддерживать мир и сообщил папе римскому Пию II, что он выступит против османов, как только тот прикажет ему.
Венецианцы забеспокоились после заключения мира и решили помириться со Скандербегом. 20 августа 1463 года между ними был заключен союз против Османской империи. Условия союза были таковы: венецианские военные контингенты и денежные субсидии должны были быть предоставлены Скандербегу для помощи в его будущих войнах против турок-османов. Размер субсидии будет определен Советом десяти и аббатом Ротезо, а не венецианские проведиторами в Албании. Венецианские корабли и вспомогательные суда должны были находиться в албанских водах для защиты местного населения. Если Венеция заключит мир с Османской империей, Албания также будет в нем участвовать. Сын Скандербега станет венецианским дворянином, Скандербегу будет предоставлено убежище на венецианской территории в случае, если он будет изгнан из Албании. Его пенсионные долги будут выплачены Венецией, а не ее проведиторами . Позднее в том же году папа римский приказал начать свой крестовый поход, и военные действия между Албанией-Венецией и Османами возобновятся.